# BLG 66 Belouga
Pour les articles homonymes, voir Belouga.
La bombe lance-grenades BLG 66 Belouga est une bombe à sous-munitions anti-piste conçue par l'entreprise française Matra et entrée en service en 1979.

## Caractéristiques
Pesant 305 kg, elle a une forme cylindrique et mesure 3,33 mètres de long pour un diamètre de 36 centimètres, 55 cm avec l'empennage. Elle transporte 151 sous-munitions polyvalentes d'une masse unitaire de 1,3 kg et d'un calibre de 66 mm (d'où son nom) de trois catégories d'une masse totale de 195 kg :
- Type AC antichar, effective contre les véhicules blindés
- Type EG, grenade à fragmentation contre les véhicules, matériel, et dans un rôle antipersonnel, rayon d'action létal estimé à 60 m.
- Type IZ d'interdiction de zone, visant à détruire le revêtement des voies, donc contre les pistes d'aviation et les carrefours routiers et pouvant exploser plusieurs heures après leur largage[1],[2].

Après largage, la platine d'accrochage est éjectée avec retard, puis un parachute est extrait pour ralentir la munition. Les sous-munitions sont alors éjectées par couronnes successives, avec la possibilité pour le pilote de choisir (au préalable en cabine) la longueur de la zone à toucher soit une zone de 240 mètres de long sur 40 de large de 10 000 m2  soit une zone de 120 m sur 120 de 5 000 m2.
Elle peut être emportée par la majorité des avions de combat de l'armée de l'air française, dont les SEPECAT Jaguar, le Mirage F1 CT et le Mirage 2000, capable d'emporter quatre de ces bombes.

## Historique
La mise en service de cette munition a commencé en 1979.
Elle a été utilisée par les avions Jaguar de l'armée de l'air française lors de deux missions de combat au-dessus de la base aérienne koweïtienne d'Al-Jaber alors sous contrôle irakien lors de l'opération Daguet pendant la guerre du Golfe de 1991 avant son retrait du service. La première ayant lieu le 17 janvier 1991.
Les forces nigérianes de l'ECOMOG l'ont utilisée en 1997 sur la ville de Kenema lors de la guerre civile de Sierra Leone.

## Opérateurs
70 % des munitions Belouga ont été vendues à l'exportation :
- Argentine : stock détruit en 2005 ;
- France : ce pays a retiré du service cette arme entre 1996 et 2002, conformément à sa politique vis-à-vis des armes à sous-munitions[8] et l'intégralité du stock a été annoncé détruit en mars 2005[9] ;
- Grèce ;
- Inde ;
- Irak : cette arme n'est en plus service dans l'armée irakienne depuis au plus tard la guerre d'Irak de 2003 ;
- Koweït ;
- Nigeria : vendu au début des années 1980. Plusieurs saisies par Boko Haram qui utilise les sous-munitions[10].